# Ireneusz (Bulović)
Ireneusz, imię świeckie Mirko Bulović (ur. 11 lutego 1947 w Stanišiciu) – biskup Serbskiego Kościoła Prawosławnego.

## Życiorys
W 1969 ukończył studia na wydziale teologicznym Uniwersytetu Belgradzkiego. Jeszcze jako student złożył wieczyste śluby zakonne przed swoim ojcem duchowym, archimandrytą Justynem (Popoviciem). W tym samym roku biskup raszko-prizreński Paweł (Stojčević) wyświęcił go na hierodiakona, a następnie na hieromnicha.
Hieromnich Ireneusz przebywał dwa lata w monasterze Ostrog, będąc równocześnie wykładowcą w szkole przy tymże klasztorze. W latach 1970–1980 żył w Atenach, gdzie ukończył studia podyplomowe na wydziale teologicznym uniwersytetu i w czerwcu 1980 obronił doktorat. W latach 1980–1981 był wykładowcą Instytutu św. Sergiusza w Paryżu w katedrze Nowego Testamentu. W 1989 Sobór Biskupów Serbskiego Kościoła Prawosławnego nominował go na biskupa morawickiego, wikariusza eparchii belgradzkiej. Jego chirotonia miała miejsce 20 maja 1990. Już 24 grudnia tego samego roku został ordynariuszem eparchii Baczki z siedzibą w Nowym Sadzie.
Opublikował szereg tekstów i rozważań teologicznych, jest redaktorem teologicznego czasopisma eparchii Baczki Beseda. Jest członkiem komisji przekładowej przy Synodzie Serbskiego Kościoła Prawosławnego, Stowarzyszenia Biblistów Grecji, Związku Pisarzy Serbii oraz uczestnikiem dialogu ekumenicznego z Kościołem luterańskim oraz Kościołem katolickim. Nosi tytuł profesora zwyczajnego Instytutu św. Sergiusza w Paryżu. Oprócz tekstów na tematy stricte teologiczne wypowiadał się również na temat wzajemnych relacji państwa i Kościoła, twierdząc, iż popiera „organiczny związek” między „wolną Cerkwią w wolnym państwie”, przeciwstawiając się przy tym próbom budowy Kościoła państwowego lub też państwa laickiego.
W 2010 był jednym z trzech kandydatów do objęcia urzędu patriarchy Serbii (obok metropolity Czarnogóry i Przymorza Amfilochiusza (Radovicia) oraz biskupa Niszu Ireneusza (Gavrilovicia), wybranego ostatecznie patriarchą). Pełni funkcję rzecznika prasowego Świętego Soboru Biskupów Serbskiego Kościoła Prawosławnego.